# 1-2-Switch
1-2-Switch er et multiplayerspil, der er udviklet af Nintendo til Nintendo Switch. Spillet indeholder 28 minispil designet til at demonstrere funktionerne i Joy-Con-håndkontrollerne og blev givet ud den 3. marts 2017, samme dato som Nintendo Switch blev lanceret.
1-2-Switch gør aktiv brug af bevægelsesfølsomheden, vibreringsfunktionen og IR-kameraet i Joy-Con-håndkontrollerne. I spillet opfordres spillerne til at se på hinanden i stedet for skærmen, og handle i overensstemmelse med lydeffekterne samt modspillerens reaktioner.

## Minispil
1-2-Switch indeholder 28 forskellige minispil hvoraf de fleste kræver to deltagere. Minispillene består af følgende:
| - Air Guitar - Baby - Ball Counting - Baseball - Beach Flag - Boxing Gym - Copy Dance - Dance Off - Eating Contest - Fake Draw - Gorilla - Joy-Con Rotation - Milk - Plate Spin | - Quick Draw - Runway - Safe Crack - Samurai Training - Shave - Signal Flag - Sneaky Dice - Soda Shake - Sword Fight - Table Tennis - Telephone - Treasure Chest - Wizard - Zen |